# 艾倫冰川
艾倫冰川（英語：Aaron Glacier），是南極洲的冰川，位於埃爾斯沃思地，處於蒂爾山脈地區，全長6.4公里，由美國地質調查局以地質學家命名，現時由南極條約體系管理。